# (73740) 1993 TZ14
(73740) 1993 TZ14 – planetoida z pasa głównego asteroid okrążająca Słońce w ciągu 4,36 lat w średniej odległości 2,67 j.a. Odkryta 9 października 1993 roku.